# Shirley Kurata
Shirley Kurata (nascida por volta de 1970) é uma figurinista estadunidense que foi indicada ao Oscar 2023 de melhor figurino por seu trabalho em Everything Everywhere All at Once. Ela vestiu os atores Michelle Yeoh, Ke Huy Quan, Stephanie Hsu e Jamie Lee Curtis.